# Sandra Cisneros
Pour les articles homonymes, voir Cisneros.
Sandra Cisneros est une romancière et poétesse américaine née à Chicago le 20 décembre 1954. Ses origines mexicaines influencent fortement son œuvre.
Elle est née d'une mère chicana et d'un père mexicain, seule fille parmi les sept enfants du couple. Elle a étudié à l'Université de Chicago et à l'Université de l'Iowa. Sandra Cisneros réside aujourd'hui à San Antonio, au Texas.
Sandra Cisneros a écrit deux romans, The House on Mango street (1984) et Caramelo (2004).

## Publications
- Bravo Bruno !, La Nuova Frontiera, 2012  (ISBN 978-8-883-73229-4) (en italien)
- Have you seen Marie?, Alfred A. Knopf, 2012  (ISBN 978-0-307-59794-6)
- Vintage Cisneros, Vintage Books, 2004  (ISBN 978-1-4000-3405-5)
- Caramelo, roman, Alfred A. Knopf, 2002Publié en français sous le titre Caramelo, Paris, Plon, coll. Feux croisés, 2004  (ISBN 978-2-259-19885-1)
- Hairs = Pelitos, Alfred A. Knopf, 1994  (ISBN 978-0-679-89007-2)
- Loose Woman, poésie, Alfred A. Knopf, 1994  (ISBN 978-0-679-41644-9)
- Woman Hollering Creek and Other Stories, Random House, 1991  (ISBN 978-0-394-57654-1)
- My Wicked Wicked Ways, Third Woman Press, 1987  (ISBN 978-0-943-21901-1)
- The House on Mango Street, Arte Publico Press, 1984Publié en français sous le titre La Petite fille de la rue Mango, Paris, NiL Éditions, 1996  (ISBN 978-2-841-11035-3)
- Bad boys, 1980, Mango Press (Numéro 8 de Chicano chapbook series)

## Publications sur l'auteure
- (en)Sociological and Cultural Factors in the Works of Sandra Cisneros, Lavinia Isassi, Texas A&M University-Kingsville, 1994
- Le dialogisme poétique de Sandra Cisneros : La mexicanité aux États-Unis, Ada Savin, Belin, 1995. (en français)
- (en)Sandra Cisneros: Latina writer and activist, Caryn Mirriam-Goldberg, Enslow, 1998,  (ISBN 9780766010451)
- (en)A Home In The Heart: The Story Of Sandra Cisneros, Virginia Brackett, Morgan Reynolds Pub., 2005  (ISBN 1931798427)
- (en)Border Crossings and Beyond : The Life and Works of Sandra Cisneros, Carmen Haydée Rivera, Praeger Frederick A, 2009  (ISBN 9780313345180)
- (en)Sandra Cisneros: Inspiring Latina Author, Karen Clemens Warrick, Enslow Publishers, Inc., 2009  (ISBN 0766031624)
- (en)The Depiction of Women in Sandra Cisneros Novel "The House On Mango Street", Bettina Nolde, GRIN Verlag, 2012  (ISBN 9783656095187)
- Alvaro Luna-Dubois, « Traduire la littérature chicano en français : le cas de Caramelo de Sandra Cisneros et la traduction interlingue », Éclats, no 1,‎ 15 novembre 2021 (DOI 10.58335/eclats.79, lire en ligne )